# TVB影視展星勢
《TVB影視展星勢》（TVB All Star Filmart）是香港電視廣播有限公司（無綫電視）的年度推廣活動，每年透過香港影視娛樂博覽的香港國際影視展活動推介即將播出的劇集及自製節目，一般在每年3月舉行。以往該推廣活動沒有在無綫旗下頻道播放，直至2018年錄播。

## 2009年
- 劇集：《宮心計》及《富貴門》

## 2010年
- 劇集：《刑警》、《摘星之旅》、《巾幗梟雄之義海豪情》及《公主嫁到》[1]

## 2011年
- 劇集：《法證先鋒III》、《萬凰之王》、《飛虎》、《回到三國》、《潛行狙擊》及《心戰》[2][3]

## 2012年
- 劇集：《金枝慾孽貳》、《怒火街頭II》、《名媛望族》、《雷霆掃毒》、《天梯》及《大太監》[4]

## 2013年
- 劇集：《金枝慾孽貳》、《叛逃》、《神探高倫布》、《熟男有惑》、《仁心解碼II》、《On Call 36小時II》、《情逆三世緣》及《衝上雲霄II》[5][6]

## 2014年
- 場內主持：陳芷菁
- 劇集：《大藥坊》、《飛虎II》、《女人俱樂部》、《再戰明天》、《八卦神探》、《忠奸人》、《醋娘子》、《風雲天地》及《宦海奇官》[7][8][9]

## 2015年
- 場內主持：陳芷菁、李璧琦
- 劇集：《華麗轉身》、《東坡家事》、《流氓皇帝》、《衝線》、《巨輪II》、《天眼》、《無雙譜》、《潮拜武當》、《張保仔》、《梟雄》及《殭》[10]

## 2016年
- 場內主持：陳芷菁、李璧琦
- 劇集：《城寨英雄》、《巨輪II》、《致命復活》、《愛·回家之八時入席》、《EU超時任務》、《殭》、《來自喵喵星的妳》、《純熟意外》、《幕後玩家》、《哪吒與楊戩》、《一屋老友記》及《律政強人》[11]
- 綜藝節目：《Do姐有問題》、《Sunday好戲王》、《男人食堂》、《在那遙遠的地方-古巴》、《世界打工冇假期》、《星星探親團》、《反斗紅星冇暑假》、《明星去Camping》、《煒哥的味道》、（有乜好過去camping - 德國篇）及《魔王之王》
- 取消制作：《五個小生去旅行》及《案發現場》

## 2017年
- 場內主持（Day 1）：陳貝兒、宋熙年
- 場內主持（Day 2）：陳芷菁、李璧琦
- 劇集：《使徒行者2》、《我瞞結婚了》、《心理追凶 Mind Hunter》、《雜警奇兵》、《平安谷之詭谷傳說》、《踩過界》、《果欄中的江湖大嫂》、《超時空男臣》、《不懂撒嬌的女人》、《同盟》、《大帥哥》、《老表，畢業喇！》、《天命》、《誇世代》、《溏心風暴3》及《宮心計2深宮計》[12][13]
- 綜藝節目：《Do姐再Shopping》、《森美旅行團》、《阿爺廚房》、《女皇華麗50年》、《萬千星輝賀台慶》、《我係小廚神》、《打工捱世界II》、《阿媽教落食平D》、《歎得好健康》、《退休地圖》、《九州攻略》及《使徒行者 臥底遊戲》
- 取消制作：《香港小姐×香港先生》

## 2018年
- 場內主持：陳貝兒、麥美恩
- 節目主持：崔建邦、張秀文
- 監製：莫達良
- 編審：鄭月明
- 劇集：《逆緣》、《宮心計2深宮計》、《棟仁的時光》、《再創世紀》、《天命》[14]、《大帥哥》、《特技人》、《跳躍生命線》、《是咁的，法官閣下》、《堅離地愛堅離地》、《兄弟》、《十二傳說》、《包青天再起風雲》、《福爾摩師奶》、《白色強人》、《鐵探》及《多功能老婆》[15][16]
- 綜藝節目：《食好D 食平D》、《北海道攻略》、《昇龍道攻略》、《美女廚房》、《緬甸奇幻旅程》、《Ben Sir睇樓團（第二輯）》、《兄弟大茶飯》、《降魔的捉妖遊戲》、《街市遊樂團（星馬篇）》、《阿爺廚房2018》、《嫁到這世界邊端2》、《女人四十》、《流行經典50年》及《愛情沒有來的時候》
- 取消制作：《公公又出埠》、《深宮計之闖關遊戲》、《放工去旅行》及《走過浮華大地-camping篇》

## 2019年
- 場內主持：宋熙年、崔建邦
- 節目主持：陸浩明
- 監製：莫達良
- 編審：鄭月明
- 劇集：《鐵探》、《多功能老婆》、《解決師》、《她她她的少女時代》及《白色強人》
- 綜藝節目：《晚間看地球》、《娛樂大家》、《嫁到這世界邊端3》、《如果這樣生活》、《阿爺廚房（第四辑）》、《周遊關西》、《大灣區 活好D  （第二辑）》、《打工捱世界III》、《出走澳洲》、《荷蘭好玩》、《森美旅行團（第三辑）》、《懿想得到》、《街市遊樂團（雙馬篇）》
- 取消制作：《律政BB班》、《奇幻旅程2》、《Ben Sir研究院（第二輯）》、《學是學非海外版》、《吾淑吾食多倫多篇》、《後生仔傾吓偈海外版》

## 2020年
- 原定於3月25至28日舉行的「香港國際影視展2020」延期至8月27至29日於網上舉行。
- 劇集：《愛美麗狂想曲》、《木棘証人》、《機場特警》、《黃金有罪》、《失憶24小時》、《伙記辦大事》、《香港愛情故事》《反黑路人甲》、《法證先鋒IV》及《殺手》

## 2021年
- 3月15至18日舉行的「香港國際影視展2021」於網上舉行。
- 劇集：《逆天奇案》、《把關者們》、《金宵大廈2》、《七公主》、《白色強人II》、《星空下的仁醫》、《我家無難事》、《鐵拳英雄》、《伙記辦大事》、《拳王》、《智能愛人》及《刑偵日記》
- 綜藝節目：《翡翠歌星賀台慶》（取消製作）、《周日大綜藝》（改名為《開心大綜藝》）、《明星運動會》

## 2022年
- 在3月14至17日舉行的「香港國際影視展2022」於網上舉行。
- 劇集：《白色強人II》、《超能使者》、《痞子殿下》、《新四十二章》、《十八年後的終極告白2.0》、《有種好男人》、《黯夜守護者》、《OPM》、《旁觀者》、《金宵大廈2》、《隱形戰隊》、《隱門》、《童時愛上你》、《雙生陌生人》、《法證先鋒V》、《輕·功》、《破毒強人》、《星空下的仁醫2》、《一舞傾城》、《巾幗梟雄之懸崖》、《再見．枕邊人》、《逆天奇案II》、《刑偵日記II》、《機動部隊PTU 2023》、《烈火英雄》、《企業強人》、《婚後事》、《羅密歐與祝英台》、《美麗戰場》、《你好，我的大夫》、《靈戲逼人》 、《寵愛Pet Pet》、《我的驕傲》、《究竟天有幾高》、《母親的》、《神奇的燈泡》、《曙光》、《回歸》
- 綜藝節目
  - 翡翠台：《聲夢傳奇2》、《360秒人生課堂》、《好聲好戲2》、《2022香港小姐競選》、《滿足的味道》、《TVB55周年台慶獻禮》、《大牌筵席》、《香港的25個第一》、《無窮之路2》
  - J2台：《夢中情人》、《搵鬼同你瞓》、《CP訓練營》、《呢首歌係我特別為你而寫嘅》、《貧窮限制想像》、《就算得你一個觀眾》、《醉後冇事》

## 相關
- 無綫電視節目巡禮
- 超級綜藝隆重登場

## 外部連結
- TVB 香港國際影視展（2015 - 2017）（页面存档备份，存于）
- TVB 2018影視展星勢（页面存档备份，存于）
- TVB影視展星勢2019 - myTV SUPER（页面存档备份，存于）